# Bahnstrecke Crowleys Junction–Lewiston Lower
| Streckenlänge: | 7,6 km               |                                     |                                     |
| Spurweite: | 1435 mm (Normalspur) |                                     |                                     |
| Zweigleisigkeit: | –                    |                                     |                                     |
| |                      |                                     |                                     |
| Gesellschaft: | PAR                  |                                     |                                     |
| \| \| \| von Brunswick \| \| \| \| 23,8 \| Crowleys Junction ME \| Crowleys Junction ME \| \| \| \| nach Farmington \| \| \| \| 30,4 \| (Streckenende) \| (Streckenende) \| \| \| 31,4 \| Lewiston Lower ME (früher Lewiston) \| Lewiston Lower ME (früher Lewiston) \| |                      |                                     |                                     |
| Strecke |                      | von Brunswick                       | von Brunswick                       |
| ehemaliger Bahnhof | 23,8                 | Crowleys Junction ME                | Crowleys Junction ME                |
| Abzweig geradeaus, ehemals nach rechts und ehemals von rechts |                      | nach Farmington                     | nach Farmington                     |
| Betriebs-/Güterbahnhof Strecke ab hier außer Betrieb | 30,4                 | (Streckenende)                      | (Streckenende)                      |
| Kopfbahnhof Streckenende (Strecke außer Betrieb) | 31,4                 | Lewiston Lower ME (früher Lewiston) | Lewiston Lower ME (früher Lewiston) |

Die Bahnstrecke Crowleys Junction–Lewiston Lower ist eine Eisenbahnstrecke in Maine (Vereinigte Staaten). Sie ist 7,6 Kilometer lang. Die normalspurige Strecke gehört heute den Pan Am Railways, die gelegentlich Güterverkehr auf der Bahn betreiben. Der letzte Streckenkilometer von einem Industriegebiet bis zum früheren Endbahnhof in Lewiston ist stillgelegt und großteils abgebaut.

## Geschichte
Die Strecke entstand als Zweigbahn der Bahnstrecke Brunswick–Farmington der Androscoggin Railroad und wurde zusammen mit dieser 1861 eröffnet. Sie zweigte in South Lewiston von dieser Strecke in einem Gleisdreieck ab und führte westwärts bis ins Stadtzentrum von Lewiston, wo sie in einem Kopfbahnhof am Ufer des Androscoggin River endete. Die Androscoggin Railroad wollte damit einen Zugang zur Industriestadt Lewiston, um nicht auf die Portland and Kennebec Railroad angewiesen zu sein, zu der ein gespanntes Konkurrenzverhältnis bestand. 1874 übernahm die Maine Central Railroad die Betriebsführung.
Die Verkehrsdichte auf der Strecke war relativ hoch, der Sommerfahrplan 1916 sah an Werktagen sechs und an Sonntagen vier Zugpaare vor, die in Brunswick zumeist Anschluss in Richtung Portland oder Augusta hatten. Im Sommer 1931 gab es noch zwei werktägliche Zugpaare Lewiston–Brunswick. Zwei Jahre später, 1933, wurde der Personenverkehr eingestellt.
Nachdem 1978 die Maine Central Railroad den letzten Kilometer der Strecke stilllegen wollte, übernahmen einige der dort ansässigen Kunden der Bahn anfallende Betriebskosten und vereinbarten einen Weiterbetrieb des Abschnitts bis 1982. Inzwischen war die Maine Central in Konkurs gegangen und von der Guilford Transportation, seit 2006 unter dem Namen Pan Am Railways, aufgekauft worden. Nach Ende des Vertrags wurde der Abschnitt stillgelegt und im darauffolgenden Jahr abgebaut. Der reguläre Betrieb endete damit auf der Strecke. Etwa 1996 wurden in Brunswick die Verbindungsweichen ausgebaut, sodass ab diesem Zeitpunkt kein Zug mehr auf die Strecke fahren konnte – die von Crowleys Junction in Richtung Norden führende Bahn war schon 1938 stillgelegt worden. Der 1998 gestellte Antrag zur Stilllegung wurde im folgenden Jahr wieder zurückgezogen und inzwischen sind auch die Verbindungsweichen wieder eingebaut und die Strecke wird gelegentlich wieder benutzt.